# تات خالصه
تات خالِصه (Tat Khalsa؛ به‌پنجابی: ਤੱਤ ਖ਼ਾਲਸਾ)، همچنین با نام پورخیه‌های اَکَل در سده هجدهم شناخته می‌شده، فرقه‌ای از سیک‌ها بود که پس از درگذشت گورو گوبیند سینگ در سال ۱۷۰۸ و به رهبری همسر او ماتا سونداری پدید آمد. این گروه با نوآوری‌های دینی بنده سینگ بهادر و پیروانش مخالف بود، چرا که این نوآوری‌ها—مانند تغییر لباس سنتی خالصه به رنگ قرمز، درخواست گیاه‌خواری برای پیروان، جایگزینی شعار سنتی «واهه‌گورو جی کا خالصه، واهه‌گورو جی کی فتح» (خالصه از آنِ واهه‌گورو است، پیروزی از آنِ واهه‌گورو است) با شعار جدید «فتح درشن، فتح دَرَم» (پیروزی بر بینش، پیروزی بر دین)، و پذیرش پرستش بنده سینگ به‌عنوان گورو—را نقض اعتقادات خالصه تلقی می‌کردند، به‌ویژه پس از اشارهٔ وغو شاعر مقدس سیک به دفتر آسمانی خود، «گورو منیئو گرانت»، پیش از وفاتش.
این اختلاف‌نظر سبب شد بسیاری از بزرگان خالصه، مانند بینود سینگ، پسرش کاهن سینگ، و بخش قابل توجهی از پیروان، از گروه بنده سینگ جدا شده و گروه وفادار به گورو گوبیند سینگ را با نام «تات خالصه» تشکیل دهند—واژه‌ای که معنای اصلی آن به ترتیب «آماده»، «خالص»، یا «واقعی» است. طرفداران نوآوری دینی به «سیک‌های باندایی» یا «باندایی خالصه» شناخته شدند. این جدایی حتی پس از شکنجه و اعدام بنده سینگ در سال ۱۷۱۶ باقی ماند.
با ترور امپراتور موقر (فرخ‌سیَر) در ۱۷۱۹، به موقت کاهش آزار و اذیت سیک‌ها در آمریتسار انجامید. گروه باندایی نیمی از درآمد قربانی‌های دربار صاحب را طلب می‌کرد، اما از سوی تات خالصه رد شد. در واکنش، ماتا سونداری در دهلی، «بهای مانی سینگ» و شش تن از سیک‌ها را مأمور مدیریت درآمد دربار کرد تا وجوه آن صرف لنگر شود. در سال ۱۷۲۱ پس از مذاکره و برگزاری مسابقهٔ کشتی میان نمایندگان دو گروه (میری سینگ برای تات خالصه و سنگات سینگ برای باندایی‌ها)، گروه باندایی عملاً منحل شد و پیروانش به سمت خالصه وفادار پیوستند.
در اواخر سده نوزدهم، نام «تات خالصه» توسط جناح اصلی سینگ سبهه در لاهور (تأسیس‌شده در ۱۸۷۹) نیز به کار رفت تا بر دیدگاهی تأکید کند که سیک‌ها باید در دفاع از دین و آیین خود فعال، متعهد و پویا باشند، نه بی‌اثر و منفعل.
در دهه ۱۹۸۰، آواتار سینگ برهما گروه مسلحی به نام «تات خالصهa» در چارچوب جنبش نظام‌طلبانه خالصه تأسیس کرد، که نشان‌دهندهٔ احیای نمادگرایانهٔ نام این گروه برای اهداف سیاسی-نظامی بود.